# Škotski gardisti
Škotski gardisti (angleško Scots Guards) je škotski polk, ki je v sestavi Gardne divizije Britanske kopenske vojske.

## Zgodovina
Polk nadaljuje tradicijo osebne garde kralja Karla I.. 